# Jason Joseph
Jason Joseph (Basilea, 11 ottobre 1998) è un ostacolista svizzero, campione europeo indoor dei 60 metri ostacoli ad Istanbul 2023.

## Biografia
Residente nel Canton Basilea Campagna, da padre santaluciano e madre svizzera, Joseph inizia a gareggiare a livello nazionale a partire dal 2015. Nel 2017 ha esordito internazionalmente vincendo l'oro agli Europei juniores in Italia. L'anno seguente ha debuttato con la nazionale seniores nelle maggiori competizioni internazionali. Nel 2019, prima di approdare ai Mondiali in Qatar, Joseph ha vinto la medaglia d'oro in Svezia agli europei under 23. Nel 2023 vince la medaglia d'oro agli europei indoor di Istanbul, mentre l'anno successivo arriva terzo sui 110 metri ostacoli agli europei di Roma.
Detiene i record nazionali di ostacoli alti.

## Palmarès
| Anno | Manifestazione  | Sede       | Evento   | Risultato  | Prestazione | Note                                                      |
| ---- | --------------- | ---------- | -------- | ---------- | ----------- | --------------------------------------------------------- |
| 2017 | Europei U20     | Grosseto   | 110 m hs | Oro        | 13"41       |                                                           |
| 2018 | Mondiali indoor | Birmingham | 60 m hs  | Batteria   | 7"89        |                                                           |
| 2018 | Europei         | Berlino    | 110 m hs | Semifinale | 13"53       |                                                           |
| 2019 | Europei U23     | Gävle      | 110 m hs | Oro        | 13"45       |                                                           |
| 2019 | Mondiali        | Doha       | 110 m hs | Semifinale | 13"53       |                                                           |
| 2021 | Giochi olimpici | Tokyo      | 110 m hs | Semifinale | 13"46       |                                                           |
| 2022 | Mondiali indoor | Belgrado   | 60 m hs  | Batteria   | dns         |                                                           |
| 2022 | Mondiali        | Eugene     | 110 m hs | Semifinale | 13"67       |                                                           |
| 2022 | Europei         | Monaco     | 110 m hs | 4º         | 13"35       |                                                           |
| 2023 | Europei indoor  | Istanbul   | 60 m hs  | Oro        | 7"41        | Miglior prestazione europea stagionale · Record nazionale |
| 2023 | Giochi europei  | Chorzów    | 110 m hs | Oro        | 13"12       | [ 6 ]                                                     |
| 2023 | Mondiali        | Budapest   | 110 m hs | 7º         | 13"28       |                                                           |
| 2024 | Mondiali indoor | Glasgow    | 60 m hs  | Semifinale | 7"81        |                                                           |
| 2024 | Europei         | Roma       | 110 m hs | Bronzo     | 13"43       |                                                           |
| 2024 | Giochi olimpici | Parigi     | 110 m hs | Semifinale | 13"44       |                                                           |
| 2025 | Europei indoor  | Apeldoorn  | 60 m hs  | Semifinale | 7"70        |                                                           |

## Campionati nazionali
- 1 volta campione nazionale dei 110 metri ostacoli (2019)
- 4 volte campione nazionale dei 60 metri ostacoli (2017-2020)

## Altre competizioni internazionali
2023
- Oro ai Campionati europei a squadre di atletica leggera ( Chorzów), 110 m hs - 13"12
- Argento all'Athletissima ( Losanna), 110 m hs - 13"23

2025
- Oro al Golden Gala Pietro Mennea ( Roma), 110 m hs - 13"14
- Bronzo al Meeting de Paris ( Parigi), 110 m hs - 13"07 =
- Oro ai Campionati europei a squadre di atletica leggera ( Madrid), 110 m hs - 13"24